# Potere direttivo
Il potere direttivo del datore di lavoro indica il complesso di poteri giuridici che questi può legittimamente esercitare nei confronti del lavoratore subordinato. Secondo il codice civile esso consiste nelle seguenti facoltà:
- potere strettamente direttivo, ai sensi dell'art. 2104 c.c.: consiste nella superiorità gerarchica dell'imprenditore e dei suoi collaboratori sul lavoratore nell'ambito dell'organizzazione dell'impresa; nel potere conformativo, o di specificare modi e tempi della prestazione lavorativa;
- potere di vigilanza e cioè di controllare la corretta esecuzione della prestazione lavorativa;
- Potere disciplinare ai sensi dell'art. 2106 c.c., ovvero di irrogare sanzioni al lavoratore che violi i propri obblighi di corretta e fedele esecuzione della prestazione;

## Limiti
I limiti generali all'esercizio del potere direttivo del datore di lavoro sono specificati soprattutto dallo Statuto dei lavoratori, che pone dei fondamentali diritti dei lavoratori subordinati, i quali non possono essere compressi dal potere direttivo. Tali limiti sono essenzialmente:
- Il divieto di discriminazione previsto dall'art. 15 dello Statuto dei lavoratori;
- Il divieto di compiere indagini sulle opinioni del lavoratore previsto dall'art. 8 dello Statuto dei lavoratori;
- Il diritto del lavoratore di esprimere liberamente il proprio pensiero anche sul luogo di lavoro previsto dall'art. 1 dello Statuto dei lavoratori;
- I divieti di utilizzo di guardie giurate come strumento di sorveglianza dei dipendenti e di forme di sorveglianza a distanza previsti dagli artt. 2-4 dello Statuto dei lavoratori;
- I divieti di effettuare accertamenti medici diretti ovvero ispezioni corporali sui lavoratori (salvo che a campione e come concordato coi sindacati per motivi di sicurezza del patrimonio aziendale), ai sensi degli artt. 5 e 6 dello Statuto dei lavoratori.